# Hajdú-Bihar vármegyei 4. sz. országgyűlési egyéni választókerület
A Hajdú-Bihar vármegyei 4. számú országgyűlési egyéni választókerület egyike annak a 106 választókerületnek, amelyre a 2011. évi CCIII. törvény Magyarország területét felosztja, és amelyben a választópolgárok egy-egy országgyűlési képviselőt választhatnak. A választókerület nevének szabványos rövidítése: Hajdú-Bihar 04. OEVK. Székhelye: Berettyóújfalu

## Területe
A választókerület az alábbi településeket foglalja magába:
1. Ártánd
2. Bakonszeg
3. Bedő
4. Berekböszörmény
5. Berettyóújfalu
6. Bihardancsháza
7. Biharkeresztes
8. Biharnagybajom
9. Bihartorda
10. Bojt
11. Csökmő
12. Darvas
13. Derecske
14. Esztár
15. Furta
16. Gáborján
17. Hajdúbagos
18. Hencida
19. Hosszúpályi
20. Kismarja
21. Komádi
22. Konyár
23. Körösszakál
24. Körösszegapáti
25. Magyarhomorog
26. Mezőpeterd
27. Mikepércs
28. Mezősas
29. Monostorpályi
30. Nagykereki
31. Nagyrábé
32. Pocsaj
33. Sáp
34. Sáránd
35. Szentpéterszeg
36. Tépe
37. Told
38. Újiráz
39. Váncsod
40. Vekerd
41. Zsáka

## Országgyűlési képviselője
| Név                | Párt                                         | Párt        | Terminus | Megjegyzés                                   |
| ------------------ | -------------------------------------------- | ----------- | -------- | -------------------------------------------- |
| Dr. Vitányi István |                                              | Fidesz-KDNP | 2014 –   | A 2014-es országgyűlési választás eredménye: |
| Dr. Vitányi István | A 2018-as országgyűlési választás eredménye: | Fidesz-KDNP | 2014 –   |                                              |
| Dr. Vitányi István | A 2022-es országgyűlési választás eredménye: | Fidesz-KDNP | 2014 –   |                                              |

## Demográfiai profilja
| Iskolai végzettség                | Iskolai végzettség               | Iskolai végzettség | Iskolai végzettség | Iskolai végzettség |
| --------------------------------- | -------------------------------- | ------------------ | ------------------ | ------------------ |
|                                   |                                  |                    |                    | fő                 |
| Általános iskolát nem végezte el  | Általános iskolát nem végezte el |                    | 2824               | 2824               |
| Általános iskola                  | Általános iskola                 |                    | 18069              | 18069              |
| Szakmunkás                        | Szakmunkás                       |                    | 17447              | 17447              |
| Érettségi                         | Érettségi                        |                    | 18675              | 18675              |
| Diploma                           | Diploma                          |                    | 7753               | 7753               |
| A 2022. évi népszámlálás szerint. |                                  |                    |                    |                    |

A Hajdú-Bihar vármegyei 4. sz. választókerület lakónépessége 2022. október 1-jén 80 617 fő volt. A 2011-es és a 2022-es népszámlálás között 5560 fővel csökkent a választókerület lakosság száma. A választókerületben a korösszetétel alapján a legtöbben a középkorúak élnek 27 950 fővel, míg a legkevesebben az időskorúak 15 576 fővel. A választókerület lakosságának a 79,4%-nál van internet elérési lehetőség.
A legmagasabb befejezett iskolai végzettség szerint az érettségi végzettséggel rendelkezők élnek a legtöbben 18 675 fő, utánuk a következő nagy csoport az általános iskolai végzettségűek 18 069 fővel.
Gazdasági aktivitás szerint a lakosság közel fele foglalkoztatott 35 319 fő, második legjelentősebb csoport az inaktív keresők, akik főleg nyugdíjasok 20 383 fővel.
A választókerület legjelentősebb nemzetiségi csoportja a cigány 2710 fő, illetve a román 1248 fő. Magyar állampolgársággal nem rendelkező külföldi állampolgárok aránya 0,6%.
Vallási összetétel szerint a választókerületben lakók legnagyobb vallása a református (24 010 fő), valamint jelentős közösség még a római katolikus (3340 fő). A vallási közösséghez nem tartozók száma szintén jelentős (12 516 fő), a választókerületben a második legnagyobb csoport a református vallás után.

## Országgyűlési választások

### 2022
A 2022-es országgyűlési választáson az alábbi jelöltek indultak:
|    | A jelölt neve             | Jelölő szervezet(ek)                  | Kapott érvényes szavazat | %      |
| -- | ------------------------- | ------------------------------------- | ------------------------ | ------ |
| 1. | Dr. Vitányi István József | Fidesz-KDNP                           | 24 676                   | 62,55% |
| 2. | Szántai László            | DK-Jobbik-Momentum-MSZP-LMP-Párbeszéd | 8 724                    | 22,12% |
| 3. | Mezei József              | Független                             | 3 271                    | 8,29%  |
| 4. | Somi Lajos                | Mi Hazánk                             | 2 166                    | 5,49%  |
| 5. | Zelenák András            | MEMO                                  | 267                      | 0,68%  |
| 6. | Farkas Antal              | Normális Párt                         | 259                      | 0,66%  |
| 7. | Kóti László               | Munkáspárt - ISZOMM                   | 84                       | 0,21%  |

### 2018
A 2018-as országgyűlési választáson az alábbi jelöltek indultak:
|    | A jelölt neve             | Jelölő szervezet(ek) | Kapott érvényes szavazat | %      |
| -- | ------------------------- | -------------------- | ------------------------ | ------ |
| 1  | Dr. Vitányi István József | FIDESZ-KDNP          | 23 630                   | 55.09% |
| 2  | Keresztesy Gergő          | JOBBIK               | 12 938                   | 30.16% |
| 3  | Lencsésné Gál Mária       | MSZP-PÁRBESZÉD       | 4 210                    | 9.82%  |
| 4  | Dr. Majoros Imre          | LMP                  | 1 125                    | 2.62%  |
| 5  | Buzinkay György           | MOMENTUM             | 343                      | 0.8%   |
| 6  | Edelényiné Nagy Mária     | MUNKÁSPÁRT           | 129                      | 0.3%   |
| 7  | Varga Zita                | KÖZÖS NEVEZŐ         | 96                       | 0.22%  |
| 8  | Megyesi Károly            | MIÉP                 | 95                       | 0.22%  |
| 9  | Török Beatrix             | SZEM PÁRT            | 61                       | 0.14%  |
| 10 | Nagyné Biró Erika         | IRÁNYTŰ              | 52                       | 0.12%  |
| 11 | Rézmüves Anasztázia       | SZP                  | 50                       | 0.12%  |
| 12 | Burai Zoltánné            | EU. ROM              | 46                       | 0.11%  |
| 13 | Kovácsné Csatári Éva      | KÖSSZ                | 46                       | 0.11%  |
| 14 | Horváth Gyula             | NEMZET ÉS BÉKE       | 41                       | 0.1%   |
| 15 | Oláh Edit                 | NP                   | 29                       | 0.07%  |

### 2014
|    | A jelölt neve             | Jelölő szervezet(ek)  | Kapott érvényes szavazat | %       |
| -- | ------------------------- | --------------------- | ------------------------ | ------- |
| 1  | Dr. Vitányi István József | FIDESZ-KDNP           | 17 799                   | 47.18 % |
| 2  | Dr. Ulics Erika           | JOBBIK                | 10 873                   | 28.82 % |
| 3  | Varju László              | MSZP-EGYÜTT-DK-PM-MLP | 6 985                    | 18.51 % |
| 4  | Dr. Majoros Imre          | LMP                   | 1 028                    | 2.72 %  |
| 5  | Dr. Riczkó István         | Független             | 453                      | 1.2 %   |
| 6  | Kovács Réka Zsuzsanna     | SMS                   | 228                      | 0.6 %   |
| 7  | Nagy Sándor               | SZOCIÁLDEMOKRATÁK     | 145                      | 0.38 %  |
| 8  | Németi Attila Sándor      | JESZ                  | 108                      | 0.29 %  |
| 9  | Szilágyi Károly           | MCP                   | 81                       | 0.21 %  |
| 10 | Horváth Gyula             | EU. ROM               | 27                       | 0.07 %  |